# Grjótalda
Grjótalda är en kulle i republiken Island. Den ligger i regionen Austurland, 300 km öster om huvudstaden Reykjavík. Toppen på Grjótalda är 820 meter över havet, eller 125 meter över den omgivande terrängen. Bredden vid basen är 2,5 km.
Trakten runt Grjótalda är nära nog obefolkad, med mindre än två invånare per kvadratkilometer. Det finns inga samhällen i närheten. Trakten runt Grjótalda består i huvudsak av gräsmarker.